# Boss mode
Boss mode (in italiano letteralmente "modalità capo") è un'espressione della lingua inglese utilizzata in informatica per indicare particolare modalità di esecuzione di alcuni software.

## Descrizione ed utilizzo
Questa modalità deve il suo nome allo scopo per cui è pensata ovvero quello di aiutare l'utente ad "occultare" il programma quando ci si trovi in particolari circostanze o contesti, evitando così di essere scoperti, e magari ripresi, mentre si sta usando il programma in circostanze in cui non sarebbe consentito (come ad esempio un posto di lavoro).
Viene utilizzata soprattutto nei software, specialmente i videogiochi, che prevedono la possibilità di nascondere, "mascherare" o chiudere istantaneamente l'applicazione che si sta utilizzando, più che altro tramite tasti-chiave o particolari combinazioni di tasti. Per sua propria natura, il boss mode si ritrova più che altro in applicativi di piccole dimensioni e multi-piattaforma, liberamente scaricabili da internet, e per lo più ad uso di intrattenimento e svago.

## Implementazione nei programmi
Esistono alcune utility la cui unica modalità operativa è il boss mode, ovvero, la cui unica funzione è quella di simulare processi fasulli (spesso personalizzabili dall'utente), con lo scopo di fare apparire il proprio computer inutilizzabile per determinati lassi di tempo: ad esempio, mostrando la barra di installazione di un fantomatico software, la progressione di aggiornamento di un dato programma, una finta scansione antivirus.